# یواس‌اس اوریون (ای‌اس-۱۸)
یواس‌اس اوریون (ای‌اس-۱۸) (به انگلیسی: USS Orion (AS-18)) یک کشتی مادر زیردریایی بود که طول آن ۵۳۰ فوت ۷ اینچ (۱۶۱٫۷۲ متر) بود. این زیردریایی در سال ۱۹۴۲ ساخته شد.